# Vera de Bidasoa
Vera de Bidasoa (em castelhano) ou Bera (em basco) é um município da Espanha na província e comunidade autónoma de Navarra. Tem 35,33 km² de área e em 2021 tinha 3 759 habitantes (densidade: 106,4 hab./km²).

## Demografia
| Variação demográfica do município entre 1991 e 2004 | Variação demográfica do município entre 1991 e 2004 | Variação demográfica do município entre 1991 e 2004 | Variação demográfica do município entre 1991 e 2004 |
| --------------------------------------------------- | --------------------------------------------------- | --------------------------------------------------- | --------------------------------------------------- |
| 1991                                                | 1996                                                | 2001                                                | 2004                                                |
| 3502                                                | 3480                                                | 3527                                                | 3659                                                |